# 2020 în cinematografie
- 2019 în cinematografie — 2020 în cinematografie — 2021 în cinematografie

În 2020 în cinematografie au avut loc mai multe evenimente: premiera a numeroase filme și ceremonii de acordare a unor premii. Acest an în cinematografie a fost extrem de afectat de Pandemia de COVID-19.

## Premiere românești
| Premiera | Titlu | Studio | Distribuție, echipa tehnică | Gen | Ref. |
| -------- | ----- | ------ | --------------------------- | --- | ---- |
|          |       |        |                             |     |      |
|          |       |        |                             |     |      |

## Premiere

### Ianuarie-Martie
| Premiera          | Premiera | Titlul                                                               | Producția                                                       | Distribuția | Genul                                         | Ref.   |
| ----------------- | -------- | -------------------------------------------------------------------- | --------------------------------------------------------------- | --- | --------------------------------------------- | ------ |
| I A N U A R I E   | 3        | The Grudge                                                           | Screen Gems / Stage 6 Films / Ghost House Pictures              | Nicolas Pesce (director/screenplay); Andrea Riseborough, Demián Bichir, John Cho, Betty Gilpin, Lin Shaye, Jacki Weaver | Groază, Thriller                              | [ 1 ]  |
| I A N U A R I E   | 10       | Underwater                                                           | 20th Century Fox / Chernin Entertainment                        | William Eubank (director); Brian Duffield, Adam Cozad (screenplay); Kristen Stewart, Vincent Cassel, Jessica Henwick, John Gallagher Jr., Mamoudou Athie, T.J. Miller | Sci-Fi, Groază, Thriller                      | [ 2 ]  |
| I A N U A R I E   | 10       | Like a Boss                                                          | Paramount Pictures                                              | Miguel Arteta (director); Sam Pitman, Adam Cole-Kelly (screenplay); Tiffany Haddish, Rose Byrne, Salma Hayek, Jennifer Coolidge, Billy Porter | Comedie                                       | [ 3 ]  |
| I A N U A R I E   | 10       | The Informer                                                         | Aviron Pictures / Warner Bros. Pictures                         | Andrea Di Stefano (director/screenplay); Matt Cook, Rowan Joffe (screenplay); Joel Kinnaman, Rosamund Pike, Common, Ana de Armas, Clive Owen | Acțiune, Thriller                             | [ 4 ]  |
| I A N U A R I E   | 10       | Inherit the Viper                                                    | Barry Films / Tycor International Film Company                  | Anthony Jerjen (director); Andrew Crabtree (screenplay); Josh Hartnett, Margarita Levieva, Chandler Riggs, Bruce Dern, Owen Teague | Crimă, Thriller                               | [ 5 ]  |
| I A N U A R I E   | 10       | The Sonata                                                           | Screen Media                                                    | Andrew Desmond (director/screenplay); Arthur Morin (screenplay); Freya Tingley, Simon Abkarian, Rutger Hauer, James Faulkner | Groază, Mister                                | [ 6 ]  |
| I A N U A R I E   | 10       | The Murder of Nicole Brown Simpson                                   | Quiver Distribution                                             | Daniel Farrands (director); Michael Arter (screenplay); Mena Suvari, Nick Stahl, Taryn Manning | Dramă, Thriller, Mister                       | [ 7 ]  |
| I A N U A R I E   | 17       | Dolittle                                                             | Universal Pictures / Media Rights Capital                       | Stephen Gaghan (director/screenplay); John Whittington (screenplay); Robert Downey Jr., Antonio Banderas, Michael Sheen, Emma Thompson, Rami Malek, John Cena, Kumail Nanjiani, Octavia Spencer, Tom Holland, Craig Robinson, Ralph Fiennes, Selena Gomez, Marion Cotillard | Aventură, Fantezie, Comedie, Familie          | [ 8 ]  |
| I A N U A R I E   | 17       | Bad Boys for Life                                                    | Columbia Pictures / Jerry Bruckheimer Films                     | Adil El Arbi, Bilall Fallah (directors); Chris Bremmer (screenplay); Will Smith, Martin Lawrence, Vanessa Hudgens, Alexander Ludwig, Charles Melton, Paola Núñez, Kate del Castillo, Nicky Jam, Joe Pantoliano                                                              | Acțiune, Comedie                              | [ 9 ]  |
| I A N U A R I E   | 17       | The Last Full Measure                                                | Roadside AttrAcțiunes                                           | Todd Robinson (director/screenplay); Sebastian Stan, Christopher Plummer, William Hurt, Ed Harris, Samuel L. Jackson | War, Dramă, Thriller                          | [ 10 ] |
| I A N U A R I E   | 23       | Taylor Swift: Miss Americana                                         | Netflix                                                         | Lana Wilson (director/screenplay); Taylor Swift | Music, Documentar                             | [ 11 ] |
| I A N U A R I E   | 24       | The Turning                                                          | Universal Pictures / DreamWorks Pictures / Amblin Entertainment | Floria Sigismondi (director); Carey Hayes, Chad Hayes (screenplay); Mackenzie Davis, Finn Wolfhard, Brooklynn Prince, Joely Richardson | Groază, Thriller, Mister                      | [ 12 ] |
| I A N U A R I E   | 24       | The Gentlemen                                                        | STX Entertainment / Miramax                                     | Guy Ritchie (director/screenplay); Matthew McConaughey, Charlie Hunnam, Henry Golding, Michelle Dockery, Jeremy Strong, Eddie Marsan, Colin Farrell, Hugh Grant | Acțiune, Crimă, Comedie                       | [ 13 ] |
| I A N U A R I E   | 24       | Run                                                                  | Lionsgate / Summit Entertainment                                | Aneesh Chaganty (director/screenplay); Sev Ohanian (screenplay); Sarah Paulson, Kiera Allen, Luke Gross | Thriller                                      | [ 14 ] |
| I A N U A R I E   | 31       | The Rhythm Section                                                   | Paramount Pictures                                              | Reed Morano (director); Mark Burnell (screenplay); Blake Lively, Jude Law, Sterling K. Brown | Acțiune, Thriller                             | [ 15 ] |
| I A N U A R I E   | 31       | Gretel & Hansel                                                      | Orion Pictures                                                  | Oz Perkins (director/screenplay); Rob Hayes (screenplay); Sophia Lillis, Sammy Leakey, Charles Babalola, Alice Krige | Fantezie, Groază, Thriller                    | [ 16 ] |
| F E B R U A R I E | 7        | Birds of Prey (and the Fantabulous Emancipation of One Harley Quinn) | Warner Bros. Pictures / DC Films                                | Cathy Yan (director); Christina Hodson (screenplay); Margot Robbie, Mary Elizabeth Winstead, Jurnee Smollett-Bell, Rosie Perez, Chris Messina, Ella Jay Basco, Ali Wong, Ewan McGregor                                                                                      | Supereroi, Acțiune, Comedie, Crimă            | [ 17 ] |
| F E B R U A R I E | 7        | The Lodge                                                            | NEON / FilmNation Entertainment / Hammer Films                  | Veronika Franz, Severin Fiala (directors/screenplay); Sergio Casci (screenplay); Riley Keough, Jaeden Martell, Lia McHugh, Richard Armitage, Alicia Silverstone | Groază, Thriller, Mister                      | [ 18 ] |
| F E B R U A R I E | 14       | Sonic the Hedgehog                                                   | Paramount Pictures / Original Film / Sega                       | Jeff Fowler (director); Patrick Casey, Josh Miller, Oren Uziel (screenplay); James Marsden, Ben Schwartz, Tika Sumpter, Jim Carrey | Acțiune, Comedie, Aventură, Familie           | [ 19 ] |
| F E B R U A R I E | 14       | Fantezie Island                                                      | Columbia Pictures / Blumhouse Productions                       | Jeff Wadlow (director/screenplay); Chris Roach, Jillian Jacobs (screenplay); Michael Peña, Maggie Q, Lucy Hale, Austin Stowell, Portia Doubleday, Jimmy O. Yang, Ryan Hansen, Michael Rooker                                                                                | Groază, Fantezie, Thriller                    | [ 20 ] |
| F E B R U A R I E | 14       | The Photograph                                                       | Universal Pictures / Will Packer Productions                    | Stella Meghie (director/screenplay); Issa Rae, Lakeith Stanfield, Chelsea Peretti, Lil Rel Howery, Courtney B. Vance | Romantic, Dramă                               | [ 21 ] |
| F E B R U A R I E | 14       | Downhill                                                             | Fox Searchlight Pictures                                        | Nat Faxon, Jim Rash (directors); Jesse Armstrong (screenplay); Julia Louis-Dreyfus, Will Ferrell, Miranda Otto, Zoë Chao, Zach Woods | Comedie, Dramă                                | [ 22 ] |
| F E B R U A R I E | 14       | What About Love                                                      | Quality Films / Accident Films                                  | Klaus Menzel (director); Klaus Menzel, Douglas Day Stewart (screenplay); Sharon Stone, Iain Glen, Andy García | Romantic                                      | [ 23 ] |
| F E B R U A R I E | 21       | The Call of the Wild                                                 | 20th Century Fox / 3 Arts Entertainment                         | Chris Sanders (director); Michael Green (screenplay); Harrison Ford, Dan Stevens, Omar Sy, Karen Gillan, Bradley Whitford, Colin Woodell | Dramă, Aventură                               | [ 2 ]  |
| F E B R U A R I E | 21       | Emma                                                                 | Focus Features / Perfect World Pictures / Working Title Films   | Autumn de Wilde (director); Eleanor Catton (screenplay); Anya Taylor-Joy, Johnny Flynn, Bill Nighy | Dramă, Romantic, Comedie                      | [ 24 ] |
| F E B R U A R I E | 21       | Brahms: The Boy II                                                   | STX Entertainment                                               | William Brent Bell (director); Stacey Menear (screenplay); Katie Holmes, Ralph Ineson, Owain Yeoman | Groază, Thriller                              | [ 25 ] |
| F E B R U A R I E | 21       | Impractical Jokers: The Movie                                        | WarnerMedia / Funny or Die / truTV                              | Chris Henchy (director/screenplay); Brian Quinn, Joe Gatto, Sal Vulcano, James Murray (screenplay); Brian Quinn, Joe Gatto, Sal Vulcano, James Murray, Paula Abdul | Reality, Comedie                              | [ 26 ] |
| F E B R U A R I E | 28       | The Invisible Man                                                    | Universal Pictures / Blumhouse Productions                      | Leigh Whannell (director/screenplay); Elisabeth Moss, Oliver Jackson-Cohen, Aldis Hodge, Storm Reid, Harriet Dyer | Groază, Thriller, Sci-Fi                      | [ 27 ] |
| F E B R U A R I E | 28       | Wendy                                                                | Fox Searchlight Pictures                                        | Benh Zeitlin (director/screenplay); Eliza Zeitlin (screenplay); Tommie Lynn Milazzo, Shay Walker | Dramă, Aventură                               | [ 28 ] |
| M A R T I E       | 6        | Onward                                                               | Walt Disney Pictures / Pixar Animație Studios                   | Dan Scanlon (director/screenplay); C.S. Anderson (screenplay); Tom Holland, Chris Pratt, Julia Louis-Dreyfus, Octavia Spencer, Ali Wong, Lena Waithe, Mel Rodriguez | Animație, Fantezie, Comedie, Familie          | [ 29 ] |
| M A R T I E       | 6        | The Way Back                                                         | Warner Bros. Pictures / Bron Creative                           | Gavin O'Connor (director); Brad Ingelsby (screenplay); Ben Affleck, Al Madrigal, Michaela Watkins, Janina Gavankar, Glynn Turman | Dramă, Sport                                  | [ 30 ] |
| M A R T I E       | 6        | First Cow                                                            | A24                                                             | Kelly Reichardt (director/screenplay); Jonathan Raymond (screenplay); John Magaro, Orion Hall, Rene Auberjonois | Dramă                                         | [ 31 ] |
| M A R T I E       | 13       | Bloodshot                                                            | Columbia Pictures / Cross Creek Pictures / Bona Film Group      | Dave S. F. Wilson (director); Jeff Wadlow, Eric Heisserer (screenplay); Vin Diesel, Eiza González, Sam Heughan, Toby Kebbell, Guy Pearce | Supereroi, Acțiune, Sci-Fi, Thriller          | [ 32 ] |
| M A R T I E       | 13       | I Still Believe                                                      | Lionsgate                                                       | Erwin Brothers (directors); Jon Erwin, Jon Gunn (screenplay); KJ Apa, Britt Robertson, Melissa Roxburgh, Shania Twain, Gary Sinise | Dramă, Romantic, Religious                    | [ 33 ] |
| M A R T I E       | 13       | My Spy                                                               | STX Entertainment / MWM Studios                                 | Peter Segal (director); Jon Hoeber, Erich Hoeber (screenplay); Dave Bautista, Chloe Coleman, Kristen Schaal, Ken Jeong | Familie, Acțiune, Comedie                     | [ 34 ] |
| M A R T I E       | 13       | Never, Rarely, Sometimes, Always                                     | Focus Features / BBC Films                                      | Eliza Hittman (director/screenplay); Sidney Flanigan, Talia Ryder, Theodore Pellerin, Ryan Eggold, Sharon Van Etten | Dramă                                         | [ 35 ] |
| M A R T I E       | 20       | A Quiet Place Part II                                                | Paramount Pictures / Platinum Dunes                             | John Krasinski (director/screenplay); Emily Blunt, Cillian Murphy, Millicent Simmonds, Noah Jupe, Djimon Hounsou | Groază, Thriller, Sci-Fi, Dramă               | [ 36 ] |
| M A R T I E       | 27       | Mulan                                                                | Walt Disney Pictures                                            | Niki Caro (director); Rick Jaffa and Amanda Silver, Lauren Hynek, Elizabeth Martin (screenplay); Liu Yifei, Donnie Yen, Jason Scott Lee, Yoson An, Gong Li, Jet Li | Acțiune, Epic, War, Dramă, Fantezie, Aventură | [ 37 ] |
| M A R T I E       | 27       | Resistance                                                           | IFC Films                                                       | Jonathan Jakubowicz (director/screenplay); Jesse Eisenberg, Ed Harris, Clémence Poésy, Matthias Schweighöfer, Félix Moati, Karl Markovics, Vica Kerekes, Bella Ramsey, Édgar Ramírez                                                                                        | Biografie, Dramă                              | [ 38 ] |
| M A R T I E       | 27       | Saint Maud                                                           | A24                                                             | Rose Glass (director/screenplay); Morfydd Clark, Jennifer Ehle | Groază, Thriller                              | [ 39 ] |

### Aprilie–Iunie
| Premiera      | Premiera | Titlul                                    | Producția                                                           | Distribuția | Genul                                  | Ref.   |
| ------------- | -------- | ----------------------------------------- | ------------------------------------------------------------------- | --- | -------------------------------------- | ------ |
| A P R I L I E | 3        | Peter Rabbit 2: The Runaway               | Columbia Pictures                                                   | Will Gluck (director/screenplay); Patrick Burleigh (screenplay); Rose Byrne, Domhnall Gleeson, David Oyelowo, Daisy Ridley, Elizabeth Debicki, Margot Robbie, James Corden | Comedie, Aventură, Familie             | [ 40 ] |
| A P R I L I E | 3        | The New Mutants                           | 20th Century Fox / Marvel Entertainment                             | Josh Boone (director/screenplay); Knate Lee (screenplay); Anya Taylor-Joy, Maisie Williams, Charlie Heaton, Henry Zaga, Blu Hunt, Alice Braga | Supereroi, Groază, Thriller            | [ 2 ]  |
| A P R I L I E | 3        | Fatherhood                                | TriStar Pictures                                                    | Paul Weitz (director/screenplay); Dana Stevens (screenplay); Kevin Hart, Alfre Woodard, Melody Hurd, Lil Rel Howery, DeWanda Wise, Paul Reiser | Comedie, Dramă                         | [ 41 ] |
| A P R I L I E | 3        | The Lovebirds                             | Paramount Pictures                                                  | Michael Showalter (director); Aaron Abrams, Brendan Gall, Martin Gero (screenplay); Issa Rae, Kumail Nanjiani, Anna Camp | Romantic, Comedie                      | [ 42 ] |
| A P R I L I E | 10       | No Time to Die                            | Metro-Goldwyn-Mayer / United Artists Releasing / Universal Pictures | Cary Joji Fukunaga (director/screenplay); Neal Purvis and Robert Wade, Phoebe Waller-Bridge (screenplay); Daniel Craig, Rami Malek, Ralph Fiennes, Léa Seydoux, Lashana Lynch, Naomie Harris, Ben Whishaw, Ana de Armas, Rory Kinnear, Billy Magnussen, David Dencik, Dali Benssalah, Jeffrey Wright, Christoph Waltz                 | Acțiune, Aventură, Thriller, Dramă     | [ 43 ] |
| A P R I L I E | 17       | Trolls World Tour                         | Universal Pictures / DreamWorks Animation                           | Walt Dohrn (director); David P. Smith (co-director); Jonathan Aibel, Glenn Berger (screenplay); Anna Kendrick, Justin Timberlake, James Corden, Ozzy Osbourne, Rachel Bloom, Anderson Paak, George Clinton, Mary J. Blige, Kelly Clarkson, Sam Rockwell, Ron Funches, Icona Pop, Kunal Nayyar, Jamie Dornan, J Balvin, Kenan Thompson | Animație, Musical, Comedie, Aventură   | [ 44 ] |
| A P R I L I E | 17       | Monster Problems                          | Paramount Pictures / Paramount Players                              | Michael Matthews (director/screenplay); Dylan O'Brien, Michael Rooker, Ariana Greenblatt, Jessica Henwick | Acțiune, Aventură, Sci-Fi              | [ 45 ] |
| A P R I L I E | 17       | Antlers                                   | Fox Searchlight Pictures                                            | Scott Cooper (director/screenplay); Nick Antosca, C. Henry Chaisson (screenplay); Keri Russell, Jesse Plemons, Jeremy T. Thomas, Graham Greene, Scott Haze, Rory Cochrane, Amy Madigan | Groază, Thriller, Mister               | [ 46 ] |
| A P R I L I E | 17       | The Secret Garden                         | STX Entertainment                                                   | Marc Munden (director); Jack Thorne (screenplay); Colin Firth, Julie Walters | Fantezie, Familie, Dramă               | [ 47 ] |
| A P R I L I E | 17       | Promising Young Woman                     | Focus Features                                                      | Emerald Fennell (director/screenplay); Carey Mulligan, Bo Burnham, Alison Brie, Clancy Brown, Jennifer Coolidge, Connie Britton, Laverne Cox | Dramă, Thriller                        | [ 48 ] |
| A P R I L I E | 24       | Antebellum                                | Lionsgate                                                           | Gerard Bush, Christopher Renz (director/screenplay); Janelle Monáe, Eric Lange, Jena Malone, Jack Huston, Kiersey Clemons, Gabourey Sidibe | Groază, Thriller                       | [ 49 ] |
| A P R I L I E | 24       | Bad Trip                                  | Orion Pictures                                                      | Kitao Sakurai (director/screenplay); Eric Andre, Dan Curry (screenplay); Eric Andre, Lil Rel Howery, Tiffany Haddish | Comedie                                | [ 50 ] |
| M A I         | 1        | Black Widow                               | Marvel Studios                                                      | Cate Shortland (director); Jac Schaeffer, Ned Benson (screenplay); Scarlett Johansson, Florence Pugh, David Harbour, O-T Fagbenle, Ray Winstone, William Hurt, Rachel Weisz | Supereroi, Acțiune, Aventură, Thriller | [ 51 ] |
| M A I         | 1        | Dream Horse                               | Bleecker Street                                                     | Euros Lyn (director); Neil McKay (screenplay); Toni Collette, Damian Lewis | Dramă                                  | [ 52 ] |
| M A I         | 8        | Greyhound                                 | Columbia Pictures / Stage 6 Films / FilmNation Entertainment        | Aaron Schneider (director); Tom Hanks (screenplay); Tom Hanks, Manuel Garcia-Rulfo, Elisabeth Shue, Rob Morgan, Stephen Graham | War, Acțiune, Dramă, Thriller          | [ 53 ] |
| M A I         | 8        | The Personal History of David Copperfield | Fox Searchlight Pictures                                            | Armando Iannucci (director, screenplay); Simon Blackwell (screenplay); Dev Patel, Peter Capaldi, Hugh Laurie, Tilda Swinton, Ben Whishaw | Comedie, Dramă                         | [ 54 ] |
| M A I         | 8        | Covers                                    | Focus Features                                                      | Nisha Ganatra (director); Flora Greeson (screenplay); Dakota Johnson, Tracee Ellis Ross, Kelvin Harrison Jr., Zoe Chao, June Diane Raphael, Diplo, Eddie Izzard, Ice Cube, Bill Pullman | Comedie                                | [ 55 ] |
| M A I         | 15       | Scoob!                                    | Warner Bros. Pictures / Warner Animation Group                      | Tony Cervone (director); Kelly Fremon Craig (screenplay); Kiersey Clemons, Zac Efron, Will Forte, Jason Isaacs, Tracy Morgan, Ken Jeong, Gina Rodriguez, Amanda Seyfried, Mark Wahlberg, Frank Welker | Animație, Comedie, Aventură, Familie   | [ 56 ] |
| M A I         | 15       | The Woman in the Window                   | 20th Century Fox / Fox 2000 Pictures                                | Joe Wright (director); Tracy Letts (screenplay); Amy Adams, Gary Oldman, Anthony Mackie, Fred Hechinger, Wyatt Russell, Brian Tyree Henry, Jennifer Jason Leigh, Julianne Moore | Thriller, Mister, Dramă                | [ 57 ] |
| M A I         | 15       | The Organ Donor                           | Lionsgate / Twisted Pictures                                        | Darren Lynn Bousman (director); Pete Goldfinger, Josh Stolberg (screenplay) Chris Rock, Samuel L. Jackson, Max Minghella, Marisol Nichols | Groază, Thriller                       | [ 58 ] |
| M A I         | 22       | Fast & Furious 9                          | Universal Pictures / One Race Films                                 | Justin Lin (director); Chris Morgan, Daniel Casey (screenplay); Vin Diesel, Michelle Rodriguez, John Cena, Tyrese Gibson, Chris "Ludacris" Bridges, Jordana Brewster, Nathalie Emmanuel, Michael Rooker, Charlize Theron, Helen Mirren                                                                                                | Acțiune, Aventură                      | [ 59 ] |
| M A I         | 22       | The SpongeBob Movie: Sponge on the Run    | Paramount Animation / Nickelodeon Movies                            | Tim Hill (director); Jonathan Aibel, Glenn Berger, Michael Kvamme (screenplay); Tom Kenny, Bill Fagerbakke, Clancy Brown, Mr. Lawrence, Carolyn Lawrence, Rodger Bumpass, Jill Talley, Keanu Reeves, Awkwafina | Animație, Comedie, Aventură, Familie   | [ 60 ] |
| M A I         | 29       | Artemis Fowl                              | Walt Disney Pictures / TriBeCa Productions                          | Kenneth Branagh (director); Conor McPherson (screenplay); Ferdia Shaw, Lara McDonnell, Nonso Anozie, Tamara Smart, Hong Chau, Josh Gad, Judi Dench | Fantezie, Sci-Fi, Acțiune, Aventură    | [ 2 ]  |
| I U N I E     | 5        | Wonder Woman 1984                         | Warner Bros. Pictures / DC Films / Atlas Entertainment              | Patty Jenkins (director/screenplay); Geoff Johns, David Callaham (screenplay); Gal Gadot, Chris Pine, Kristen Wiig, Pedro Pascal, Robin Wright, Connie Nielsen | Supereroi, Acțiune, Aventură, Fantezie | [ 61 ] |
| I U N I E     | 12       | Candyman                                  | Universal Pictures / Metro-Goldwyn-Mayer / Monkeypaw Productions    | Nia DaCosta (director); Jordan Peele, Win Rosenfeld (screenplay); Yahya Abdul-Mateen II, Teyonah Parris, Nathan Stewart-Jarrett, Colman Domingo, Tony Todd | Groază, Thriller                       | [ 62 ] |
| I U N I E     | 19       | Soul                                      | Walt Disney Pictures / Pixar Animation Studios                      | Pete Docter (director/screenplay); Mike Jones, Kemp Powers, Tina Fey (screenplay); Jamie Foxx, Tina Fey, Questlove, Phylicia Rashad, Daveed Diggs | Animație, Fantezie, Aventură, Familie  | [ 63 ] |
| I U N I E     | 19       | King of Staten Island                     | Universal Pictures                                                  | Judd Apatow (director/screenplay); Pete Davidson, Dave Sirus (screenplay); Pete Davidson, Bel Powley, Bill Burr, Maude Apatow, Jimmy Tatro, Pamela Adlon, Moisés Arias, Marisa Tomei, Steve Buscemi | Comedie                                | [ 64 ] |
| I U N I E     | 26       | Top Gun: Maverick                         | Paramount Pictures / Skydance Media / Jerry Bruckheimer Films       | Joseph Kosinski (director); Ehren Kruger, Eric Warren Singer, Christopher McQuarrie (screenplay); Tom Cruise, Miles Teller, Jennifer Connelly, Jon Hamm, Glen Powell, Lewis Pullman, Ed Harris | Acțiune, Dramă                         | [ 65 ] |
| I U N I E     | 26       | In the Heights                            | Warner Bros. Pictures                                               | Jon M. Chu (director); Quiara Alegría Hudes (screenplay); Anthony Ramos, Corey Hawkins, Leslie Grace, Melissa Barrera, Olga Merediz, Daphne Rubin-Vega, Gregory Diaz IV, Stephanie Beatriz, Dascha Polanco, Jimmy Smits | Musical, Dramă, Comedie                | [ 66 ] |

### Iulie–Septembrie
| Premiera            | Premiera | Titlul                                 | Producția                                                   | Distribuția | Genul                                | Ref.   |
| ------------------- | -------- | -------------------------------------- | ----------------------------------------------------------- | --- | ------------------------------------ | ------ |
| I U L I E           | 3        | Minions: The Rise of Gru               | Universal Pictures / Illumination                           | Kyle Balda (director); Brad Ableson (co-director); Steve Carell | Animație, Comedie, Familie           | [ 67 ] |
| I U L I E           | 3        | Free Guy                               | 20th Century Fox / 21 Laps Entertainment                    | Shawn Levy (director); Matt Lieberman, Zak Penn (screenplay); Ryan Reynolds, Jodie Comer, Joe Keery, Lil Rel Howery, Utkarsh Ambudkar, Taika Waititi                                                                          | Acțiune, Comedie, Sci-Fi, Aventură   | [ 68 ] |
| I U L I E           | 10       | Ghostbusters: Afterlife                | Columbia Pictures / Bron Creative                           | Jason Reitman (director/screenplay); Gil Kenan (screenplay); Carrie Coon, Finn Wolfhard, Mckenna Grace, Paul Rudd, Bill Murray, Sigourney Weaver, Dan Aykroyd, Ernie Hudson, Annie Potts                                      | Comedie, Fantezie, Sci-Fi, Acțiune   | [ 69 ] |
| I U L I E           | 10       | The Purge 5                            | Universal Pictures / Platinum Dunes / Blumhouse Productions | James DeMonaco (director/screenplay); Ana de la Reguera, Tenoch Huerta | Thriller, Acțiune, Groază, Sci-Fi    | [ 70 ] |
| I U L I E           | 17       | Tenet                                  | Warner Bros. Pictures / Syncopy                             | Christopher Nolan (director/screenplay); John David Washington, Robert Pattinson, Elizabeth Debicki, Dimple Kapadia, Aaron Taylor-Johnson, Clémence Poésy, Himesh Patel, Michael Caine, Kenneth Branagh                       | Acțiune, Thriller, Sci-Fi            | [ 71 ] |
| I U L I E           | 17       | Bob's Burgers: The Movie               | 20th Century Fox / 20th Century Fox Animation               | John Stevenson, Mark Osborne (directors); Loren Bouchard (screenplay); H. Jon Benjamin, John Roberts, Dan Mintz, Eugene Mirman, Kristen Schaal                                                                                | Animație, Comedie, Familie, Musical  | [ 72 ] |
| I U L I E           | 24       | Jungle Cruise                          | Walt Disney Pictures / Seven Bucks Productions              | Jaume Collet-Serra (director); Michael Green, Glenn Ficarra, John Requa, J.D Payne, Patrick McKay (screenplay); Dwayne Johnson, Emily Blunt, Édgar Ramírez, Jack Whitehall, Jesse Plemons, Paul Giamatti                      | Acțiune, Aventură, Fantezie          | [ 73 ] |
| I U L I E           | 31       | Morbius                                | Columbia Pictures / Marvel Entertainment                    | Daniel Espinosa (director); Matt Sazama and Burk Sharpless (screenplay); Jared Leto, Matt Smith, Tyrese Gibson, Adria Arjona, Jared Harris                                                                                    | Supereroi, Acțiune, Groază, Thriller | [ 74 ] |
| I U L I E           | 31       | Barb and Star Go to Vista Del Mar      | Lionsgate / Gloria Sanchez Productions                      | Josh Greenbaum (director); Kristen Wiig, Annie Mumolo (screenplay); Annie Mumolo, Kristen Wiig, Jamie Dornan, Wendi McLendon-Covey, Damon Wayans Jr.                                                                          | Comedie                              | [ 75 ] |
| A U G U S T         | 7        | Infinite                               | Paramount Pictures                                          | Antoine Fuqua (director); John Lee Hancock, Ian Shorr (screenplay); Mark Wahlberg, Sophie Cookson, Dylan O'Brien, Chiwetel Ejiofor, Rupert Friend, Jason Mantzoukas                                                           | Acțiune, Sci-Fi, Thriller            | [ 76 ] |
| A U G U S T         | 7        | The Empty Man                          | 20th Century Fox                                            | David Prior (director/screenplay); James Badge Dale, Samantha Logan, Stephen Root, Joel Courtney, Marin Ireland, Aaron Poole                                                                                                  | Groază                               |        |
| A U G U S T         | 14       | The One and Only Ivan                  | Walt Disney Pictures / TriBeCa Productions                  | Thea Sharrock (director); Mike White (screenplay); Sam Rockwell, Angelina Jolie, Bryan Cranston, Ramón Rodríguez, Brooklynn Prince, Ariana Greenblatt, Danny DeVito, Helen Mirren                                             | Familie, Fantezie, Dramă             |        |
| A U G U S T         | 14       | Malignant                              | Warner Bros. Pictures / New Line Cinema                     | James Wan (director/screenplay); Ingrid Bisu (screenplay); Annabelle Wallis, Jake Abel, George Young, Maddie Hasson, Michole Briana White, Jacqueline McKenzie                                                                | Groază, Thriller                     | [ 77 ] |
| A U G U S T         | 14       | Nobody                                 | Universal Pictures                                          | Ilya Naishuller (director); Derek Kolstad (screenplay); Bob Odenkirk, Connie Nielsen, Christopher Lloyd | Acțiune, Thriller                    | [ 78 ] |
| A U G U S T         | 21       | Bill & Ted Face the Music              | Orion Pictures                                              | Dean Parisot (director); Chris Matheson, Ed Solomon (screenplay); Keanu Reeves, Alex Winter, William Sadler, Brigette Lundy-Paine, Samara Weaving, Kid Cudi, Anthony Carrigan                                                 | Comedie, Aventură, Fantezie, Sci-Fi  | [ 79 ] |
| A U G U S T         | 21       | Let Him Go                             | Focus Features                                              | Thomas Bezucha (director, screenplay); Kevin Costner, Diane Lane, Lesley Manville, Will Brittain, Jeffrey Donovan, Kayli Carter, Booboo Stewart                                                                               | Dramă                                | [ 80 ] |
| A U G U S T         | 28       | The Hitman's Wife's Bodyguard          | Lionsgate                                                   | Patrick Hughes (director); Tom O'Connor, Brandon Murphy, Phillip Murphy (screenplay); Ryan Reynolds, Samuel L. Jackson, Salma Hayek, Frank Grillo, Richard E. Grant, Antonio Banderas, Morgan Freeman                         | Acțiune, Comedie                     | [ 81 ] |
| S E P T E M B R I E | 4        | Monster Hunter                         | Screen Gems / Impact Pictures / Constantin Film             | Paul W.S. Anderson (director/screenplay); Milla Jovovich, Tony Jaa, Clifford "T.I." Harris, Jr., Diego Boneta, Meagan Good, Josh Helman, Jin Au-Yeung, Ron Perlman                                                            | Acțiune, Thriller, Groază, Fantezie  | [ 82 ] |
| S E P T E M B R I E | 11       | The Conjuring: The Devil Made Me Do It | Warner Bros. Pictures / New Line Cinema                     | Michael Chaves (director); David Leslie Johnson-McGoldrick (screenplay); Patrick Wilson, Vera Farmiga, Sterling Jerins, Ruairi O'Connor, Julian Hilliard, Sarah Catherine Hook, Charlene Amoia                                | Groază, Thriller, Crimă              | [ 83 ] |
| S E P T E M B R I E | 18       | The King's Man                         | 20th Century Fox / Marv Films                               | Matthew Vaughn (director/screenplay); Karl Gajdusek (screenplay); Ralph Fiennes, Gemma Arterton, Rhys Ifans, Matthew Goode, Tom Hollander, Harris Dickinson, Daniel Brühl, Djimon Hounsou, Charles Dance                      | Acțiune, Aventură, War, Comedie      | [ 84 ] |
| S E P T E M B R I E | 18       | Without Remorse                        | Paramount Pictures / Skydance Media / Weed Road Productions | Stefano Sollima (director); Taylor Sheridan (screenplay); Michael B. Jordan, Jamie Bell, Jodie Turner-Smith | Acțiune, Thriller                    | [ 85 ] |
| S E P T E M B R I E | 25       | The Many Saints of Newark              | Warner Bros. Pictures / New Line Cinema                     | Alan Taylor (director); David Chase, Lawrence Konner (screenplay); Alessandro Nivola, Jon Bernthal, Vera Farmiga, Corey Stoll, Billy Magnussen, Michael Gandolfini, Ray Liotta                                                | Crimă, Dramă, Thriller               | [ 86 ] |
| S E P T E M B R I E | 25       | The Trial of the Chicago 7             | Paramount Pictures                                          | Aaron Sorkin (director/screenplay); Sacha Baron Cohen, Eddie Redmayne, Yahya Abdul-Mateen II, Jeremy Strong, Joseph Gordon-Levitt, Alex Sharp, Thomas Middleditch, William Hurt, Frank Langella, Michael Keaton, Mark Rylance | Crimă, Dramă, Thriller               | [ 87 ] |
| S E P T E M B R I E | 25       | Last Night in Soho                     | Focus Features / Working Title Films / Film4 Productions    | Edgar Wright (director/screenplay); Krysty Wilson-Cairns (screenplay); Thomasin McKenzie, Anya Taylor-Joy, Matt Smith, Diana Rigg, Terence Stamp                                                                              | Groază, Thriller                     | [ 88 ] |
| S E P T E M B R I E | 25       | Praise This                            | Universal Pictures / Will Packer Productions                | Tina Gordon (director/screenplay) | Musical, Dramă                       | [ 89 ] |

### Octombrie–Decembrie
| Premiera          | Premiera | Titlul                          | Producția                                               | Distribuția | Genul                                          | Ref.    |
| ----------------- | -------- | ------------------------------- | ------------------------------------------------------- | --- | ---------------------------------------------- | ------- |
| O C T O M B R I E | 2        | Venom 2                         | Columbia Pictures / Marvel Entertainment                | Andy Serkis (director), Kelly Marcel (screenplay); Tom Hardy, Woody Harrelson, Michelle Williams, Reid Scott, Naomie Harris, Stephen Graham | Supereroi, Acțiune, Aventură, Sci-Fi           | [ 90 ]  |
| O C T O M B R I E | 2        | BIOS                            | Universal Pictures / Amblin Entertainment / ImageMovers | Miguel Sapochnik (director); Craig Luck, Ivor Powell (screenplay); Tom Hanks, Caleb Landry Jones, Skeet Ulrich, Laura Harrier | Sci-Fi, Dramă                                  | [ 91 ]  |
| O C T O M B R I E | 9        | Death on the Nile               | 20th Century Fox / Scott Free Productions               | Kenneth Branagh (director); Michael Green (screenplay); Kenneth Branagh, Gal Gadot, Letitia Wright, Armie Hammer, Annette Bening, Rose Leslie, Sophie Okonedo, Tom Bateman, Dawn French, Jennifer Saunders, Russell Brand                                                                         | Mister, Crimă, Dramă, Thriller                 | [ 92 ]  |
| O C T O M B R I E | 9        | The Witches                     | Warner Bros. Pictures / Esperanto Filmoj / ImageMovers  | Robert Zemeckis (director/screenplay); Kenya Barris, Guillermo del Toro (screenplay); Anne Hathaway, Octavia Spencer, Stanley Tucci, Chris Rock | Fantezie, Comedie, Groază, Familie             | [ 93 ]  |
| O C T O M B R I E | 9        | Respect                         | Metro-Goldwyn-Mayer                                     | Liesl Tommy (director); Tracey Scott Wilson (screenplay); Jennifer Hudson, Forest Whitaker, Marlon Wayans, Audra McDonald, Mary J. Blige, Marc Maron, Tate Donovan, Tituss Burgess | Biografie, Dramă, Musical                      | [ 94 ]  |
| O C T O M B R I E | 9        | Fatale                          | Lionsgate                                               | Deon Taylor (director); David Loughery (screenplay); Hilary Swank, Michael Ealy, Mike Colter, Geoffrey Owens | Thriller                                       | [ 95 ]  |
| O C T O M B R I E | 16       | Halloween Kills                 | Universal Pictures / Blumhouse Productions              | David Gordon Green (director/screenplay); Danny McBride, Scott Teems (screenplay); Jamie Lee Curtis, Judy Greer, Andi Matichak, Kyle Richards, Anthony Michael Hall, Charles Cyphers, Nancy Stephens                                                                                              | Groază, Thriller                               | [ 96 ]  |
| O C T O M B R I E | 16       | Snake Eyes                      | Paramount Pictures / Skydance Media / Allspark Pictures | Robert Schwentke (director); Evan Spiliotopoulos (screenplay); Henry Golding, Andrew Koji, Úrsula Corberó, Samara Weaving, Iko Uwais | Acțiune, Aventură                              | [ 97 ]  |
| O C T O M B R I E | 23       | Everybody's Talking About Jamie | 20th Century Fox                                        | Jonathan Butterell (director), Tom MacRae, Dan Gillespie Sells (screenplay); Max Harwood, Richard E. Grant, Sharon Horgan, Sarah Lancashire, Shobna Gulati | Musical, Dramă                                 | [ 98 ]  |
| O C T O M B R I E | 23       | Those Who Wish Me Dead          | Warner Bros. Pictures / New Line Cinema                 | Taylor Sheridan (director/screenplay); Michael Koryta (screenplay); Angelina Jolie, Nicholas Hoult, Tyler Perry, Jon Bernthal, Aidan Gillen | Thriller, Western                              | [ 99 ]  |
| N O I E M B R I E | 6        | The Eternals                    | Marvel Studios                                          | Chloé Zhao (director); Matthew K. Firpo, Ryan Firpo (screenplay); Richard Madden, Gemma Chan, Kumail Nanjiani, Lauren Ridloff, Brian Tyree Henry, Barry Keoghan, Lia McHugh, Don Lee, Kit Harington, Salma Hayek, Angelina Jolie                                                                  | Supereroi, Acțiune, Aventură, Sci-Fi, Fantezie | [ 100 ] |
| N O I E M B R I E | 6        | Stillwater                      | Focus Features                                          | Tom McCarthy (director, screenplay); Thomas Bidegain, Noé Debré (screenplay); Matt Damon, Abigail Breslin, Camille Cottin | Dramă                                          | [ 101 ] |
| N O I E M B R I E | 13       | Clifford the Big Red Dog        | Paramount Pictures / Scholastic Entertainment           | Walt Becker (director); Jay Scherick, David Ronn, Annie Mumolo, Stan Chervin (screenplay); Darby Camp, Jack Whitehall, John Cleese, Sienna Guillory, Kenan Thompson, Rosie Perez | Familie, Comedie, Dramă                        | [ 102 ] |
| N O I E M B R I E | 13       | Deep Water                      | 20th Century Fox                                        | Adrian Lyne (director); Zach Helm, Sam Levinson (screenplay); Ben Affleck, Ana de Armas, Tracy Letts, Rachel Blanchard, Dash Mihok, Lil Rel Howery | Thriller                                       | [ 103 ] |
| N O I E M B R I E | 20       | Godzilla vs. Kong               | Warner Bros. Pictures / Legendary Pictures              | Adam Wingard (director); Terry Rossio (screenplay); Alexander Skarsgard, Millie Bobby Brown, Kyle Chandler, Rebecca Hall, Brian Tyree Henry, Shun Oguri, Eiza González, Jessica Henwick, Julian Dennison, Demián Bichir, Zhang Ziyi                                                               | Acțiune, Aventură, Sci-Fi                      | [ 104 ] |
| N O I E M B R I E | 20       | Happiest Season                 | TriStar Pictures / Entertainment One                    | Clea DuVall (director/screenplay); Mary Holland (screenplay); Kristen Stewart, Mackenzie Davis | Dramă, Comedie                                 | [ 105 ] |
| N O I E M B R I E | 25       | Raya and the Last Dragon        | Walt Disney Pictures / Walt Disney Animation Studios    | Paul Briggs, Dean Wellins (directors); Adele Lim (screenplay); Cassie Steele, Awkwafina | Animație, Fantezie, Aventură, Familie          | [ 106 ] |
| N O I E M B R I E | 25       | King Richard                    | Warner Bros. Pictures / Overbrook Entertainment         | Reinaldo Marcus Green (director); Zach Baylin (screenplay); Will Smith | Biografie, Sport, Dramă                        | [ 107 ] |
| N O I E M B R I E | 30       | Escape Room 2                   | Columbia Pictures / Original Film                       | Adam Robitel (director); Bragi F. Schut, Maria Melnik (screenplay); Taylor Russell, Logan Miller, Isabelle Fuhrman, Thomas Cocquerel, Holland Roden, Carlito Olivero, Indya Moore | Groază, Thriller                               | [ 108 ] |
| D E C E M B R I E | 11       | Samaritan                       | Metro-Goldwyn-Mayer                                     | Julius Avery (director); Sylvester Stallone | Acțiune                                        | [ 109 ] |
| D E C E M B R I E | 18       | Dune                            | Warner Bros. Pictures / Legendary Entertainment         | Denis Villeneuve (director/screenplay); Eric Roth, Jon Spaihts (screenplay); Timothée Chalamet, Rebecca Ferguson, Oscar Isaac, Josh Brolin, Stellan Skarsgård, Dave Bautista, Zendaya, David Dastmalchian, Stephen McKinley Henderson, Chang Chen, Charlotte Rampling, Jason Momoa, Javier Bardem | Sci-Fi, Epic, Acțiune, Aventură, Thriller      | [ 110 ] |
| D E C E M B R I E | 18       | West Side Story                 | 20th Century Fox / Amblin Entertainment                 | Steven Spielberg (director); Tony Kushner (screenplay); Ansel Elgort, Rachel Zegler, Ariana DeBose, David Alvarez, Maddie Ziegler, Corey Stoll, Brian d'Arcy James, Rita Moreno | Musical, Dramă, Romantic                       | [ 2 ]   |
| D E C E M B R I E | 18       | Coming 2 America                | Paramount Pictures                                      | Craig Brewer (director); Kenya Barris, Barry W. Blaustein, David Sheffield (screenplay); Eddie Murphy, Jermaine Fowler, Arsenio Hall, Wesley Snipes, Leslie Jones, James Earl Jones | Comedie, Dramă                                 | [ 111 ] |
| D E C E M B R I E | 23       | Tom and Jerry                   | Warner Bros. Pictures / Warner Animation Group          | Tim Story (director); Katie Silberman, April Prosser, Kevin Costello (screenplay); Chloë Grace Moretz, Michael Peña, Colin Jost, Rob Delaney, Ken Jeong | Familie, Comedie                               | [ 112 ] |
| D E C E M B R I E | 23       | The Croods 2                    | Universal Pictures / DreamWorks Animation               | Joel Crawford (director); Kevin Hageman, Dan Hageman (screenplay); Nicolas Cage, Emma Stone, Ryan Reynolds, Catherine Keener, Cloris Leachman, Clark Duke, Leslie Mann, Kelly Marie Tran, Peter Dinklage                                                                                          | Animație, Fantezie, Comedie, Familie           | [ 113 ] |
| D E C E M B R I E | 25       | The Tomorrow War                | Paramount Pictures / Skydance Media                     | Chris McKay (director); Zach Dean, Bill Dubuque (screenplay); Chris Pratt, Yvonne Strahovski, J. K. Simmons, Betty Gilpin, Sam Richardson, Keith Powers | Acțiune, Aventură, Sci-Fi                      | [ 114 ] |
| D E C E M B R I E | 25       | News of the World               | Universal Pictures                                      | Paul Greengrass (director/screenplay); Luke Davies (screenplay); Tom Hanks, Neil Sandilands, Thomas Francis Murphy, Mare Winningham | Dramă, Aventură                                | [ 115 ] |
| D E C E M B R I E | 25       | The Last Duel                   | 20th Century Fox                                        | Ridley Scott (director); Ben Affleck, Matt Damon, Nicole Holofcener (screenplay); Matt Damon, Ben Affleck, Jodie Comer, Adam Driver | Thriller, Dramă                                | [ 116 ] |

## Filmele cu cele mai mari încasări
Lista filmele cu cele mai mari încasări din 2020 în întreaga lume:
| Poziție | Titlu                | Studio           | Încasări mondiale |
| ------- | -------------------- | ---------------- | ----------------- |
| 1       | Bad Boys for Life    | Sony             | $112,000,000      |
| 2       | Dolittle             | Universal        | $56,800,000       |
| 3       | Tolo Tolo            | Medusa Film      | $45,765,963       |
| 4       | The Grudge           | Sony             | $36,212,641       |
| 5       | Tanhaji              | AA Films         | $31,000,000       |
| 6       | Darbar               | Lyca Productions | $30,000,000       |
| 7       | Underwater           | 20th Century Fox | $27,432,707       |
| 8       | Like a Boss          | Paramount        | $18,984,755       |
| 9       | The Gentlemen        | Miramax          | $18,400,000       |
| 10      | Lupin III: The First | Toho Company     | $6,735,360        |